# Christopher James Coyne
Christopher James Coyne (Woburn, 17 giugno 1958) è un arcivescovo cattolico statunitense, dal 1º maggio 2024 arcivescovo metropolita di Hartford.

## Biografia
Christopher James Coyne è nato a Woburn, nel Massachusetts, il 17 giugno 1958 da Bill e Rita Coyne.

### Formazione e ministero sacerdotale
Ha frequentato le scuole pubbliche della sua città conseguendo il diploma presso la Woburn High School nel 1976. Nel 1980 ha ottenuto il Bachelor of Arts in business management all'Università del Massachusetts a Lowell. Mentre studiava, sia al liceo che all'università, ha lavorato come lavapiatti, venditore di articoli sportivi, bagnino e musicista. Dopo il college ha lavorato a tempo pieno come barista per due anni prima di entrare in seminario. Nel 1986 ha conseguito il Master of Divinity presso il seminario "San Giovanni" di Brighton.
Il 7 giugno 1986 è stato ordinato presbitero per l'arcidiocesi di Boston dal cardinale Bernard Francis Law. In seguito è stato vicario parrocchiale della parrocchia di Santa Maria a Milton dal 1986 al 1989. Nel 1990 è stato inviato a Roma per studi. Ha conseguito la licenza nel 1993 e il dottorato nel 1995 in sacra liturgia presso il Pontificio ateneo Sant'Anselmo. Tornato in patria è stato professore di sacra liturgia e omiletica presso il seminario "San Giovanni" di Brighton dal 1995 al 2002; direttore dell'ufficio liturgico arcidiocesano dal 1999 al 2002; segretario per le relazioni pubbliche e portavoce dell'arcidiocesi dal 2002 al 2005; membro aggiunto della facoltà del seminario "San Giovanni" dal 2003 al 2006; parroco della parrocchia di Nostra Signora Aiuto dei Cristiani a Newton dal 2005 al 2006 e parroco della parrocchia di Santa Maria Margherita a Westwood dal 2006.

### Ministero episcopale
Il 14 gennaio 2011 papa Benedetto XVI lo ha nominato vescovo ausiliare di Indianapolis e titolare di Mopta. Ha ricevuto l'ordinazione episcopale il 2 marzo successivo nella chiesa di San Giovanni Evangelista a Indianapolis dall'arcivescovo metropolita di Indianapolis Daniel Mark Buechlein, co-consacranti il vescovo di Cleveland Richard Gerard Lennon e quello di Cheyenne Paul Dennis Etienne.
Ha prestato servizio come vicario episcopale per la regione meridionale dell'arcidiocesi. Il 21 settembre 2011 lo stesso pontefice ha accettato la rinuncia al governo pastorale dell'arcidiocesi presentata dal'arcivescovo Daniel Mark Buechlein per motivi di salute e lo ha nominato amministratore apostolico. È rimasto in carica fino all'ingresso dell'arcivescovo Joseph William Tobin il 3 dicembre 2012.
Nel febbraio del 2012 ha compiuto la visita ad limina.

Stemma da vescovo di Burlington.

Il 22 dicembre 2014 papa Francesco lo ha nominato vescovo di Burlington. Ha preso possesso della diocesi il 29 gennaio successivo.

Stemma da arcivescovo coadiutore di Hartford.

Il 26 giugno 2023 lo stesso papa lo ha nominato arcivescovo coadiutore di Hartford. Il 9 ottobre seguente ha preso possesso dell'incarico. Il 1º maggio 2024 è succeduto alla medesima sede.
Dal 3 settembre 2024 al 29 aprile 2025 ha ricoperto anche l'incarico di amministratore apostolico di Norwich.
In seno alla Conferenza dei vescovi degli Stati Uniti è presidente del comitato per il culto divino dal 2017. In precedenza è stato membro del comitato per l'evangelizzazione e la catechesi dal 2012 al 2017; membro del sottocomitato per la certificazione per il ministero e il servizio ecclesiale e presidente del comitato per le comunicazioni dal 2015 al 2018.
Oltre all'inglese, parla l'italiano.
Nel 2002 ha ricevuto una nomina agli Emmy Award per una parte nella serie televisiva Sacred Space andata in onda su CatholicTV. Nel 2014 ha vinto il Telly and People's Telly Award per la serie Internet Everything you wanted to know about catholic liturgy.
È da sempre tifoso dei Patriots, dei Celtics e Bruins e pratica sci e golf.

## Genealogia episcopale e successione apostolica
La genealogia episcopale è:
- Cardinale Scipione Rebiba
- Cardinale Giulio Antonio Santori
- Cardinale Girolamo Bernerio, O.P.
- Arcivescovo Galeazzo Sanvitale
- Cardinale Ludovico Ludovisi
- Cardinale Luigi Caetani
- Cardinale Ulderico Carpegna
- Cardinale Paluzzo Paluzzi Altieri degli Albertoni
- Papa Benedetto XIII
- Papa Benedetto XIV
- Papa Clemente XIII
- Cardinale Marcantonio Colonna
- Cardinale Giacinto Sigismondo Gerdil, B.
- Cardinale Giulio Maria della Somaglia
- Cardinale Carlo Odescalchi, S.I.
- Cardinale Costantino Patrizi Naro
- Cardinale Lucido Maria Parocchi
- Papa Pio X
- Cardinale Gaetano De Lai
- Cardinale Raffaele Carlo Rossi, O.C.D.
- Cardinale Amleto Giovanni Cicognani
- Arcivescovo Paul John Hallinan
- Cardinale Joseph Louis Bernardin
- Arcivescovo Thomas Cajetan Kelly, O.P.
- Arcivescovo Daniel Mark Buechlein, O.S.B.
- Arcivescovo Christopher James Coyne

La successione apostolica è:
- Vescovo Richard Francis Reidy (2025)